# پسپر وسترلین نیلسون
پسپر وسترلین نیلسون (انگلیسی: Jesper W. Nielsen؛ زادهٔ ۱۵ اوت ۱۹۶۲) کارگردان فیلم اهل دانمارک است.